# Motorring 3
 Ikke at forveksle med Ring 3 (København).
| Motorring 3 | Motorring 3 |
| År | Biler/døgn  |
| --- | ----------- |
| 1990 | 47.600      |
| 1995 | 56.500      |
| 2000 | 71.800      |
| 2005 | 75.400      |
| 2010 | 76.600      |
| 2014 | 107.825     |
| 2019 | 129.200     |
| Tabellen viser antallet af biler, der passerer Husum på Motorring 3 pr. døgn. Kilde: Vejdirektoratet (Webside ikke længere tilgængelig) |             |

Motorring 3 er en 21 km lang motorvej vest om København.
Motorring 3 forbinder Helsingørmotorvejen med Køge Bugt Motorvejen og er en del af europavejene E47 og E55
Undervejs har Motorring 3 motorvejskryds med Helsingørmotorvejen, Hillerødmotorvejen, Frederikssundmotorvejen, Holbækmotorvejen og Køge Bugt Motorvejen.
I gennemsnit passerer ca. 129.000 biler hvert døgn Vejdirektoratets tællestation ved Husum, og vejen er dermed den mest befærdede motorvej i Danmark, og en af de vigtigste.

## Historie
Motorring 3 blev planlagt og delvis projekteret under 2. verdenskrig. Der blev således påbegyndt ekspropriationer og jordarbejde i 1941 og 1942, som senere er benyttet. Det gælder bl.a. en mindre dæmningsstrækning omkring Jyllingevej. I 1964 blev en anlægslov for En motorvej vest om København vedtaget. Og i 1966 kunne den første strækning på 2,6 km mellem Jægersborg og Buddingevej tages i brug. I 1968 og 1971 blev yderligere 3,7 og 4,8 km motorvej til hhv. Herlev Ringvej og Jyllingevej åbnet. Da projekteringen af den resterende strækning blev genoptaget i 1973, var der fokus på at skåne det rekreative område Vestvolden mest muligt. Det blev løst ved udformning og beplantning, så motorvejen på en naturlig måde indgår som supplement til selve voldområdet. I 1977 åbnede den 7 kilometer lange strækning til Holbækmotorvejen. Den resterende del af Motorring 3 blev bygget samtidig med, at Køge Bugt Motorvejen blev forlænget til Amagermotorvejen. En væsentlig etape af sammenkoblingen af det københavnske motorvejsnet blev således fuldført i 1980 med denne strækning på 3 kilometer.

## Udvidelse fra 4 til 6 spor
Folketinget vedtog i sommeren 2003 at udvide Motorring 3 fra 4 til 6 spor mellem Jægersborg og Holbækmotorvejen. Arbejdet varede fra påsken 2005 til 1. november 2008, hvor strækningen blev indviet. På grund af politisk uenighed om sammenkoblingen med Frederikssundmotorvejen blev etapen mellem Slotsherrensvej og Roskildevej forsinket. Etapen blev yderligere forsinket, da de indkomne tilbud fra entreprenørerne blev forkastet . Denne sidste strækning fik således først 6 spor i december 2010.
Ved udgangen af 2011 blev forbindelsen mellem Frederikssundmotorvejen og Motorring 3 (Motorvejskryds Rødovre) taget i brug. Dermed blev der etableret en direkte motorvejsforbindelse mellem Motorring 4 ved Ballerup og Motorring 3. 

## Etaper
| Motorvejsetaper  | Motorvejsetaper            | Motorvejsetaper      | Motorvejsetaper        | Motorvejsetaper | Motorvejsetaper | Motorvejsetaper | Motorvejsetaper                                                            |
| Fra              | Frakørsel                  | Til                  | Frakørsel              | Vejbaner        | Kilometer       | Åbningsår       | Bemærkninger                                                               |
| ---------------- | -------------------------- | -------------------- | ---------------------- | --------------- | --------------- | --------------- | -------------------------------------------------------------------------- |
| Jægersborg       | Motorvejskryds Kgs. Lyngby | Buddingevej          | 19                     | 4/6             | 2,6             | 1966            | Udvidet fra 4 til 6 spor 1. november 2008                                  |
| Buddingevej      | 19                         | Gladsaxe             | 20                     | 6               |                 | 1968            | Udvidet fra 4 til 6 spor 1. november 2008                                  |
| Gladsaxe         | 20                         | Slotsherrensvej      |                        | 6               |                 | 1971            | Udvidet fra 4 til 6 spor 1. november 2008                                  |
| Slotsherrensvej  |                            | Jyllingevej          | 23                     | 6               |                 | 1971            | Udvidet fra 4 til 6 spor december 2010                                     |
| Jyllingevej      | 23                         | Roskildevej          | 24                     | 6               |                 | 1977            | Anlagt på Vestvoldens forterræn. Udvidet fra 4 til 6 spor december 2010    |
| Roskildevej      | 24                         | Holbækmotorvejen     | Motorvejskryds Brøndby | 6               |                 | 1977            | Anlagt på Vestvoldens forterræn. Udvidet fra 4 til 6 spor 1. november 2008 |
| Holbækmotorvejen | Motorvejskryds Brøndby     | Gammel Køge Landevej | 22                     | 4               | 3,0             | 1980            | Anlagt på Vestvoldens forterræn                                            |